# Unión de Legazpia
Legazpia fue una unión de la provincia española de Guipúzcoa que aglutinaba las localidades de Legazpia, Cerain y Motiloa.

## Historia
La unión se formó mediante una escritura de concordia en 1625, y en un principio aglutinaba las villas de Legazpia, que le daba nombre, y Cerain. Motiloa se sumó en 1742. La disolución llegó en el año 1768. Aparece descrita en el Diccionario histórico-geográfico-descriptivo de los pueblos, valles, partidos, alcaldías y uniones de Guipúzcoa (1862) de Pablo de Gorosábel con las siguientes palabras:

LEGAZPIA: antigua union formada entre la villa de este nombre y la de Cerain en virtud de concordia celebrada á 8 de noviembre de 1662 para tiempo de diez y seis años. Su objeto era la asistencia alternativa de las dos villas á las juntas generales y particulares de la provincia por medio de un apoderado comun en obviacion de gastos. A esta union se agregó la villa de Mutiloa por escritura otorgada á 24 de abril de 1742; y subsistió en tal estado hasta el año de 1768 en que quedó disuelta, concurriendo en adelante los tres pueblos por medio de representantes particulares a las juntas de la provincia. Cerain y Mutiloa entraron despues en otras uniones.
(Gorosábel, 1862, p. 272)